# Julian Pitt-Rivers
Julian Alfred Pitt-Rivers, född 16 mars 1919 i Chelsea i London, död 12 augusti 2001 i Paris, var en brittisk socialantropolog och etnograf. Pitt-Rivers doktorerade 1953 efter att ha bedrivit fältarbete i Andalusien i Spanien. Avhandlingen ledde fram till hans mest klassiska bok, The People of the Sierra, 1954. Pitt-Rivers var även expert på medelhavskulturer och skrev bland annat om hedersbegreppet.

## Fotnoter
1. ↑  Pedersen, S C, "På liv och död", s 191, Gyldendal, 2003

Den här artikeln är helt eller delvis baserad på material från engelskspråkiga Wikipedia, Common Raven, 10 juli 2008.